# Дубинське сільське поселення
Ду́бинське сільське поселення (рос. Дубынське сельское поселение) — муніципальне утворення у складі Казанського району Тюменської області, Росія.
Адміністративний центр — село Дубинка.

## Населення
Населення — 1505 осіб (2020; 1603 у 2018, 1869 у 2010, 2375 у 2002).

## Історія
3 листопада 1923 року були утворені Грачівська сільська рада, Дубинська сільська рада та Новоалександровська сільська рада. 14 серпня 1944 року ліквідовано Грачівську та Новоалександровську сільради.
2004 року Дубинська сільська рада перетворена в Дубинське сільське поселення.

## Склад
До складу поселення входять такі населені пункти:
| Населений пункт             | Населення, осіб (2002) | Населення, осіб (2010) |
| --------------------------- | ---------------------- | ---------------------- |
| Грачі, присілок             | 815                    | 601                    |
| Дубинка, село               | 712                    | 566                    |
| Зарічка, присілок           | 284                    | 240                    |
| Кугаєво, село               | 117                    | 103                    |
| Новоалександровка, присілок | 444                    | 359                    |